# Pierre Uytterhoeven
Pierre Uytterhoeven – francuski scenarzysta filmowy. Autor scenariuszy do niemal 40 filmów. Stały współpracownik reżysera Claude'a Leloucha. Współtworzył scenariusze do takich jego obrazów jak Żyć, aby żyć (1967), Łobuz (1970), Całe nasze życie (1974), Piano Bar (2002), a przede wszystkim do wyróżnionego Złotą Palmą na 19. MFF w Cannes kasowego przeboju Kobieta i mężczyzna (1966). Za ten ostatni film wraz z Lelouchem zdobył Oscara za najlepszy scenariusz oryginalny.